# مارلون هاريوود
مارلون هاريوود (بالإنجليزية: Marlon Harewood)‏، من مواليد 25 أغسطس 1979 في لندن في إنجلترا، لاعب كرة قدم إنجليزي.
بدأ مسيرته الكروية مع نادي نوتنغهام فوريست في عام 1996، ولعب معهم حتى عام 2003، وشارك معهم في 181 مباراة وسجل 51 هدف، وفي عام 1998 أعير إلى نادي هـَـكا، ولعب معهم حتى عام 12 مباراة وسجل 3 أهداف، وفي عام 1999 أعير إلى نادي إبسويتش تاون، ولعب معهم 6 مباريات وسجل هدف واحد، ومنذ عام 2003 انتقل إلى نادي وست هام يونايتد.

## روابط خارجية
- مارلون هاريوود على موقع قاعدة بيانات كرة القدم.إي يو (الإنجليزية)
- مارلون هاريوود على موقع Soccerbase.com (لاعب) (الإنجليزية)
- مارلون هاريوود على موقع Soccerway.com (الإنجليزية)
- مارلون هاريوود على موقع عالم كرة القدم.نت (الإنجليزية)
- مارلون هاريوود على موقع كووورة